# Ľubica Laššáková
Ľubica Laššáková (* 18. srpna 1960 Piešťany) je slovenská politička, od roku 2020 poslankyně NR SR. V letech 2018 až 2020 byla slovenskou ministryní kultury. 

## Život a kariéra
Narodila se v srpnu 1960 v Piešťanech. V letech 1975 až 1979 studovala na Gymnáziu Pavla Jozefa Šafárika v Rožňavě. Poté studovala v letech 1979 až 1983 na Katedře rozhlasové a televizní žurnalistiky Filozofické fakulty Univerzity Komenského v Bratislavě a získala magisterský titul. V roce 1986 absolvovala rigorózní řízení a stala se doktorkou filozofie. V letech 1983 až 1985 působila jako zástupkyně šéfredaktora místního časopisu v Banské Bystrici než v roce 1985 nastoupila na mateřskou dovolenou. V roce 1988 začala působit ve Slovenském rozhlase, kde setrvala až do roku 2011, když zde působila postupně jako redaktorka, moderátorka i vedoucí redakce zpravodajství a publicistiky. V letech 2011 až 2012 byla programová manažerka Parku kultúry a oddychu Banská Bystrica než v roce 2012 začala působit jako přednostka Okresního úřadu v Banské Bystrici. V Banské Bystrici poté k roku 2016 pracovala jako manažerka pobočky Státní vědecké knihovny.
Žije v Banské Bystrici, je vdaná a má čtyři vnoučata. Hovoří plynně maďarsky, francouzsky a rusky.

### Politické působení
V politice se poprvé angažovala v roce 2013, když byla v tomto roce zvolena poslankyní Banskobystrického kraje. Po celé volební období byla významnou kritičkou počínání župana kraje Mariana Kotleby. V roce 2014 byla zvolena poslankyní zastupitelstva města Banská Bystrica na kandidátní listině koalice SMER-SD, SDKÚ-DS a SNS. Ve volbách v roce 2017 poté obhájila funkci poslankyně Banskobystrického kraje. V lednu 2018 se stala krajskou předsedkyní strany SMER-SD poté, co funkci opustila Jana Laššáková, která se stala soudkyní slovenského Ústavního soudu. V březnu 2018 se Laššáková stala místopředsedkyní Banskobystrického kraje.

#### Ministryně
V březnu 2018 se stala ministryní kultury ve vládě Petra Pellegriniho poté, co na funkci rezignoval ministr kultury Marek Maďarič a následně padla vláda Roberta Fica. Proti jmenování Laššákové do funkce ministryně protestovali někteří slovenští umělci, a to zejména vzhledem k tomu, že Laššáková hovořila o možném spojení pachatelů vraždy Jána Kuciaka a Martiny Kušnírové s Georgem Sorosem a neziskovými organizacemi. Poté, co byla Laššáková do funkce jmenována, rezignovala na funkci poslankyně Banskobystrického kraje i města Banská Bystrica. Ve funkci ministryně skončila v březnu 2020 v souvislosti s nástupem vlády Igora Matoviče vzniklé po parlamentních volbách na Slovensku v roce 2020 (v těchto volbách však byla zvolena poslankyní na kandidátce SMERu-SD).

#### Hlas-SD
V červenci 2020 se stala členkou nově vzniklé strany HLAS-SD. V parlamentních volbách na Slovensku v roce 2023 kandidovala na 14. místě kandidátní listiny strany. Získala 8 308 hlasů a obhájila tak funkci poslankyně Národní rady SR.